# عملیات هارپونه
عملیات هارپونه (به آلمانی: Operation Harpune) یک عملیات فریب بزرگ از جانب آلمان در سال ۱۹۴۱ در جریان جنگ جهانی دوم بود. هدف از آن قطعی جلوه دادن عملیات زیلووه، تهاجم به ورماخت به بریتانیا بود تا آماده‌سازی برای عملیات بارباروسا، تهاجم شوروی پنهان بماند. هارپونه دو بخش داشت: هارپونه سود (هارپونه جنوبی) از نروژ، دانمارک و فرانسه کار می‌کرد، در حالی که هارپونه نورد (هارپونه شمالی) در نروژ همین کار را کرد.